# Channel Zero (album)
Pour les articles homonymes, voir Channel Zero (homonymie).
Albums de Channel Zero
Stigmatized...
(1993)
Channel Zero, sorti en 1992, est le premier album du groupe de heavy metal belge Channel Zero.

## L'album
Tous les titres de l'album ont été composés par les membres du groupe.

Seul album avec Patrice Hubloux.

## Les musiciens
- Franky "DSVD" De Smet Van Damme : voix
- Xavier Carion : guitare
- Patrice Hubloux : guitare
- Tino De Martino : basse
- Phil Baheux : batterie

## Les titres
1. No Light (At the End of Their Tunnel) - 6 min 20 s
2. Tales of Worship - 5 min 32 s
3. The Pioneer - 3 min 56 s
4. Succeed or Bleed - 5 min 49 s
5. Never Alone - 3 min 52 s
6. Inspiration to Violence - 5 min 42 s
7. Painful Jokes - 5 min 54 s
8. Save Me - 4 min 57 s
9. Animation - 5 min 40 s
10. Run With the Torch - 4 min 35 s

## Informations sur le contenu de l'album
- Tales of Worship, Inspiration to Violence, Save Me et Run With the Torch étaient les quatre titres qui composaient une demo sortie en 1990.
- Une autre version de Run With the Torch figure sur l'album Unsafe sous le titre Run W.T.T..